# Het dagelijks nieuws
Het dagelijks nieuws was een verzetsblad uit de Tweede Wereldoorlog, dat vanaf 25 juni 1944 tot en met 9 mei 1945 in Leiden werd uitgegeven. Het blad verscheen dagelijks in een oplage van ongeveer 10000. Het werd gestencild en de inhoud bestond voornamelijk uit algemene artikelen en nieuwsberichten over ontwikkelingen in de bezette en in oorlog zijnde landen.
De krant was de opvolger van Bericht nr. 1 (2, enz.), waarvan 336 afleveringen verschenen in de periode 9 juni 1943 tot en met 24 juli 1944 (nrs. 1-297 in jaargang 1 en nrs. 1-39 in jaargang 2). Vanaf 25 juli 1944 werden de berichten tot en met 29 april 1945 voortgezet onder de naam 'Het Dagelijks Nieuws'. In die periode verschenen 232 afleveringen (nrs. 40-271).
De uitgave Bericht no. 1 (enz.) begon na het in mei 1943 uitgevaardigde bevel tot inlevering van de radiotoestellen. De oplage was aanvankelijk beperkt: een aantal personen typten doorslagen van de dagelijkse nieuwsberichten, die in het begin geen titel droegen. In mei 1944 werd in verband met de grote vraag naar nieuws overgegaan tot stencilen, de omvang werd vergroot, de inhoud uitgebreid met artikelen. De naamswijziging van 'Bericht' naar 'Het Dagelijks Nieuws' werd gemeld in de aflevering van 25 juli 1944: Van bevriende zijde werd mij verzocht de berichten een naamsaanduiding te geven, voortaan zullen de dagelijkse berichten verschijnen onder de titel 'Het Dagelijks Nieuws'.

## Laatste nummer

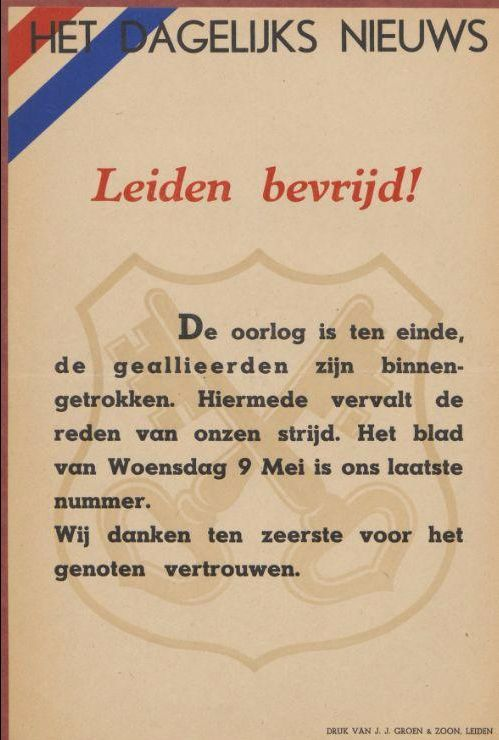
Laatste nummer van Het dagelijks Nieuws, 9 mei 1945

Het laatste nummer, 2e jrg. nr. 279 van 9 mei 1945, begint met een 'Ten afscheid'. vanwege het feit dat Nederland werd bevrijd. Daardoor kon de anonimiteit van de bij de verzetskrant betrokkenen worden vrijgegeven:
Nu de anonimiteit kan worden opgeheven, willen wij enige namen noemen van de staf, die dagelijks de inhoud van het blad en het technische gedeelte verzorgde. Vooraf willen wij noemen den oprichter van het blad. Dit was de Heer Eekelaar, wonende aan de Morschweg, die aanvankelijk in zijn werk alleen werd geassisteerd door Leo van der Meide, Kastanjelaan 27. (...). De namen van hen, die tot de staf behoren en hun werkzaamheden zijn de volgende: Luisterpost is de Heer H. Lina, Koninginnestraat 24a. Deze nam het door de radio gesprokene stenografisch op. Zijn uitgewerkte verslagen gaf hij door aan den hoofdredacteur. De hoofdredacteur, Drs. H.A. Korthals, Leidscheweg 196 te Voorschoten, bepaalde hieruit een keuze, verzorgde de berichtgeving in het blad en schreef de beschouwingen. Hij dicteerde de inhoud van het blad aan Leo van der Meide, die het op stencil typte. Voor de technische verzorging van het blad zijn verantwoordelijk geweest de heren L. Van der Meijde Sr., Kastanjelaan 27, M. Van Welzen, Rapenburg 92 en D.J. Van Welzen, Jan van Houtkade 25. Verder had een werkzaam aandeel aan de technische verzorging de Heer H.D.F. Meijer, Stadhouderslaan 8, die verder ook moet worden genoemd als de stuwende organisator van ons blad. Ons blad wordt dus nu opgeheven. Wij hebben evenwel gemeend aan het weekblad De Leidsche Post vergunning te moeten geven van onze naam gebruik te maken. De Leidsche Post heeft, nadat haar voorganger in December 1940 door de Sicherheitsdienst was verboden, nog een jaar lang met grote felheid de strijd tegen het Nationaal Socialisme gevoerd. (Wij) zullen daarin publiceren de namen van hen, die buiten de staf hun medewerking hebben verleend, zoals verspreidsters en verspreiders, koeriers, of ons op enigerlei andere wijze hebben gesteund.

## Betrokken personen
- H.A. Korthals
- Hendrik Lina
- L. van der Meide jr.
- Leendert Jan van der Meide sr.
- Hermanus Dirk Frederik (Herman) Meijer
- Dirk Jan van Welzen
- Marinus van Welzen
- Eduard Augustinus Johannes Eeckelaert

## Gerelateerde kranten
- Bericht nr. 1 (2, enz.) (verzetsblad, Leiden)[5]
- Slaet op den trommele (verzetsblad, Utrecht)[6]